# Collusion
La collusion est une entente illicite, le plus souvent secrète, entre deux ou plusieurs personnes pour nuire illégalement à un tiers.